# 아르헨티나의 코로나19 범유행
다음은 아르헨티나의 코로나19 범유행 현황에 대한 설명이다.

## 배경
세계보건기구(WHO)는 12일 2019년 12월 31일 처음 WHO의 주목을 받았던 중화인민공화국 후베이성 우한시의 한 집단에서 신종 코로나바이러스가 호흡기 질환의 원인임을 확인했다. 이 군단은 처음에 우한화난수산물도매시장과 연결되어 있었다. 그러나 실험실 확정 결과가 나온 그 첫 사례들 중 일부는 시장과 연관성이 없었고, 전염병의 근원은 알려져 있지 않다.
2003년 사스와 달리 COVID-19의 경우 치명률은 훨씬 낮았지만, 총 사망자 수가 상당할 정도로 감염 경로는 훨씬 더 컸다. COVID-19는 전형적으로 약 7일 정도의 독감과 유사한 증상을 보이며, 그 후 일부 사람들은 병원에 입원해야 하는 바이러스성 폐렴의 증상으로 발전한다. 3월 19일부터 COVID-19는 더 이상 "높은 결과 감염병"으로 분류되지 않았다.

## 경과
2019~20년 3월 3일 아르헨티나에 820명이 감염되는 등 코로나바이러스 대유행이 확산된 것으로 확인됐다.
3월 7일, 보건부는 프랑스 파리를 여행한 64세의 남성이 사망했다고 확인했는데, 그는 다른 건강 상태도 가지고 있었고, 그 사건은 환자가 사망한 후에야 긍정적인 것으로 확인되었다. 이것은 또한 라틴 아메리카에서 이 바이러스로 인한 최초의 문서화된 죽음이었다.

## 정부 대응
3월 20일 아르헨티나는 전국적인 봉쇄에 들어갔다. 아르헨티나 정부는 당초 3월 31일에 종료될 예정이었던 봉쇄의 연장을 4월 중순까지 발표했다.

## 같이 보기
- 나라별 코로나19 범유행
- 남아메리카의 코로나19 범유행
- 코로나19의 허위 정보